# عصفور لينكولن

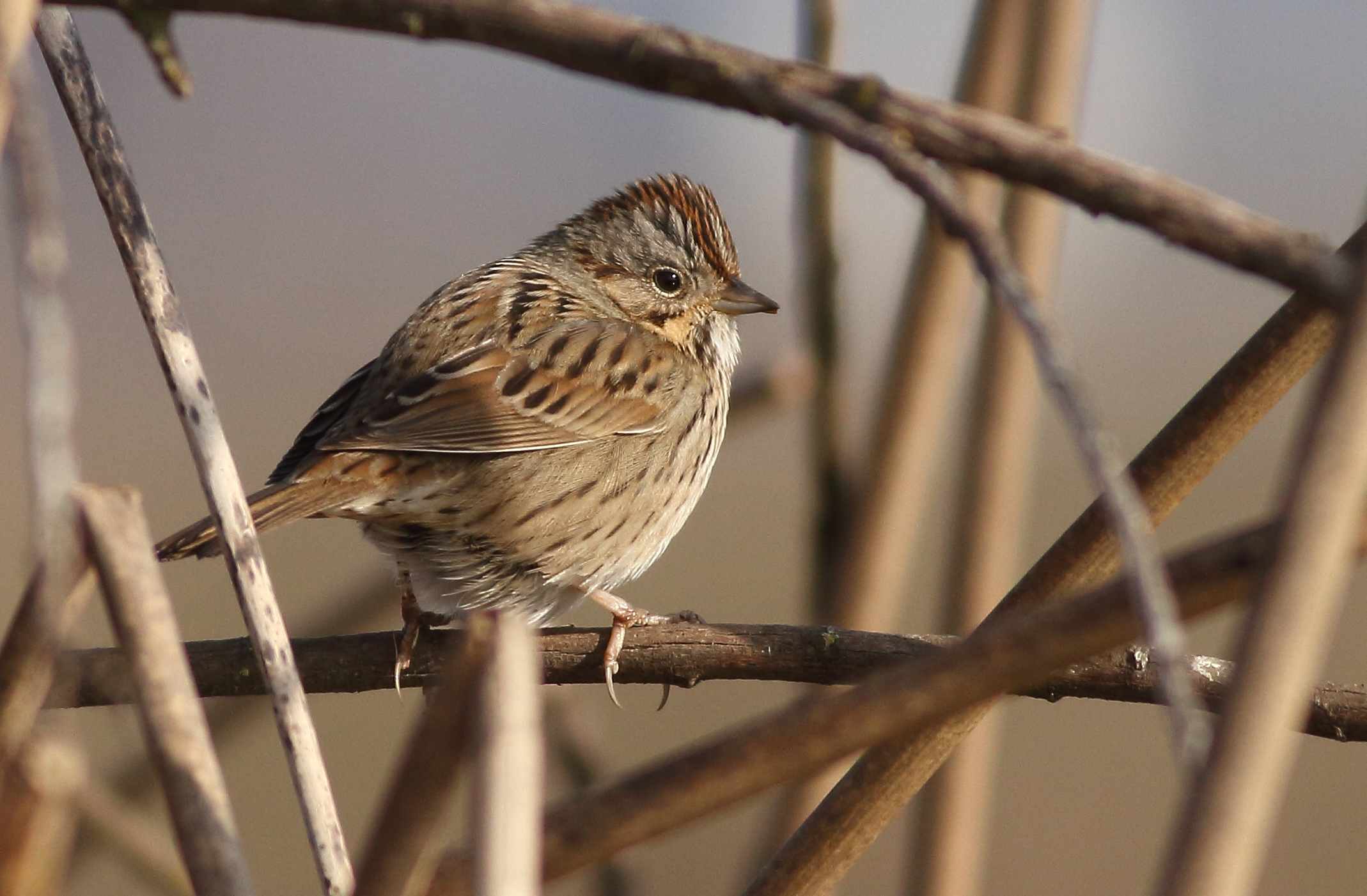
لينكولن سبارو في محمية نهر كوسومنيس في مقاطعة ساكرامنتو ، كاليفورنيا.

عصفور لينكولن (Melospiza lincolnii) هو عصفور صغير موطنه أمريكا الشمالية. إنه طائر عابر أقل شيوعًا ويظل غالبًا مختبئًا تحت غطاء أرضي سميك ، ولكن يمكن تمييزه بأغنيته اللطيفة الشبيهة بالريش. عصفور لينكولن هو واحد من ثلاثة أنواع في جنس ميلوسبيزا والتي تشمل أيضًا عصفور الأغنية (M. melodia) وعصفور المستنقع (M. georgiana). تعيش في موائل كثيفة مغطاة جيدًا ، غالبًا بالقرب من الماء. هذا الطائر غير موثق بشكل جيد بسبب طبيعته السرية وعادات تكاثره فقط في المناطق الشمالية.

## الوصف
لدى البالغين الأجزاء العلوية ذات الخطوط الداكنة ذات اللون البني الزيتوني وصدر بني فاتح مع خطوط رفيعة وبطن أبيض وحلق أبيض. لديهم غطاء بني مع شريط رمادي في الوسط ، وأجنحة بنية زيتية ، وذيل ضيق. وجههم رمادي مع خدود بنية اللون وشارب مصفر وخط بني عبر العين بحلقة عين ضيقة. الذكور والإناث على حد سواء في الريش. إنها متشابهة إلى حد ما في مظهر عصفور الأغنية على الرغم من أنها أصغر حجمًا وأكثر تشذيبًا مع خطوط ثدي دقيقة.
تشبه الأحداث إلى حد كبير عصافير المستنقعات اليافعة بصدر معرق ولم يكن ثديها مصفرًا بعد ، ولكن نادرًا ما تحتوي عصافير لينكولن على تاج أحادي اللون مثل عصفور المستنقع.
قياسات الكبار:
- الطول : 5.1-5.9 بوصة (13-15 سم)
- الوزن : 0.6-0.7 أوقية (17-19 جرام
- باع الجناح : 7.5-8.7 بوصة (19-22 سم)

## التصنيف
تم تسمية عصفور لينكولن من قبل جون جيمس أودوبون على اسم صديقه توماس لينكولن من دينيسفيل بولاية مين. أطلق لينكولن النار على الطائر في رحلة استكشافية مع أودوبون إلى نوفا سكوشا في عام 1834 ، وأطلق عليها أودوبون تكريما لرفيقه في السفر.

### السلالة
هناك ثلاثة أنواع فرعية معروفة من عصفور لنكولن. ومع ذلك ، يقترح بعض المؤلفين أن M. لينكولني وم. يجب اعتبار alticola نوعًا فرعيًا واحدًا بسبب تشابهها المورفولوجي
- م. عادة ما يكون lincolnii أكبر مع لون بني مائل إلى الحمرة أو رمادي-بني وحواف أقل صفراء على الريش الظهري. م. gracilis أصغر حجمًا مع وجود المزيد من اللون الأصفر على الريش الظهري وخطوط العمود الداكنة الأوسع نطاقا مما يخلق تباينات أكبر في تلوين الظهر. يمتد موطن تكاثرها من أرخبيل ألاسكا الجنوبي إلى وسط كولومبيا البريطانية. م. alticola ، عصفور مونتاني لينكولن ، هو أكبر الأنواع الفرعية وأكثرها اتساقًا في اللون مع ظهر بني في الغالب وخطوط ضيقة على الريش الظهري. تعيش في جبال روكي الوسطى بكندا وجبال كاليفورنيا وأوريغون وتتكاثر جنوبًا مثل نيو مكسيكو وأريزونا.

## الموئل والتوزيع
موطن تكاثرها هو المناطق شبه الجبلية ومونتاني في جميع أنحاء كندا وألاسكا وشمال شرق وغرب الولايات المتحدة، على الرغم من أنها أقل شيوعا في الأجزاء الشرقية من نطاقها. وهي موجودة أساسا في الاحكاق الرطبة، ومستنقعات الشجيرات، والموائل التي يهيمن عليها الطحالب. انهم يفضلون أن تكون بالقرب من غطاء شجيرة كثيفة وأعشاشها هي أكواب مفتوحة ضحلة مخبأة جيدا على الأرض تحت الغطاء النباتي. في المرتفعات السفلى ، يمكن العثور عليها أيضًا في بساتين نفضية مختلطة ، وصافرة شجيرات مختلطة ، ومستنقعات سوداء من شجرة التنوب. أنها تستخدم في المقام الأول الأرض وقاعدة الصفصاف للأعلاف، في حين أنها تستخدم الأشجار العالية وفروع الصفصاف للغناء
وأثناء الهجرة، يعيشون في أدغال والشجيرات، ولا سيما في المناطق المشاطئة. وهي تستخدم الأراضي المنخفضة مثل السهول الكبرى والحوض العظيم، فضلا عن الموائل الحضرية والضواحي في الشرق. تبدأ فترة هجرتهم بين 13 إلى 30 مايو وتستمر حتى 20 أغسطس إلى 20 سبتمبر. وتشمل موائلها الجنوبية خلال فصل الشتاء الغابات الاستوائية دائمة الخضرة والمانفضية، وغابات الصنوبر الرطبة القاحلة، وغابات المستنقعات في المحيط الهادئ، وفرك شبه استوائي قاحل
ويمتد نطاق فصل الشتاء من جنوب الولايات المتحدة إلى المكسيك وشمال أمريكا الوسطى؛ هم ممر مهاجرات على كثير من الولايات المتحدّة, ماعدا في ال غرب. في عام 2010، لوحظ عصفور لينكولن للمرة الأولى في جمهورية الدومينيكان، وكانت هناك أيضا العديد من السجلات من هذا النوع في المناطق الجبلية من هايتي. ومع ذلك ، فإن سلوك التخبط لهذا الطائر وتفضيله للموائل المغطاة بكثافة يجعل من الصعب وصف المجموعة الكاملة من هذا النوع بدقة

## السلوك

### الغناء
عصفور لينكولن هو نوع سري جداً؛ هم غالبا لا يرى أو يسمع حتّى حيث هم يكونون عاديّة. فقط من المعروف أن الذكور الغناء وأغنيتهم هي فريدة من نوعها بين جنس Melospiza. أنها تنتج الحلو، وwrenlike، أغنية الغرغرة مع ترددات متنوعة. أولاً ، غالبًا ما تكون هناك العديد من الملاحظات التمهيدية السريعة عالية النبرة ، والتي تذهب بعد ذلك إلى trill الذي يبدأ منخفضًا ، وترتفع فجأة ، ثم تنخفض. على غرار عصفور المستنقع ، عصفور لينكولن لديه ذخيرة أغنية صغيرة نسبيا مع متوسط 3.7 أنواع مختلفة من الأغاني لكل فرد. ومع ذلك ، فإن نمط الأغنية المعقد والمتعدد الأعراق يماثل نموذجًا لعصفور الأغنية ، في حين أن عصفور المستنقع لديه أغنية بسيطة أحادية الوشليس. يَحنونُ أكثرُ في الصباحِ وفقط في بداية موسمِ التكاثرِ قبل الحضانةِ. انهم غالبا ما يُنحنون في حين يتعرضون على الجعر، وكذلك أثناء الرحلة
هذا الطائر له نداءان: أحدهما عبارة عن شريحة أو شريحة عدوانية أو مسطحة بينما الآخر عبارة عن زيت صاخب ناعم عالي النبرة. غالبًا ما يتبع هذا الأخير عند الذكور أغنيتهم. يتم استخدام نداء zeet بشكل عام أثناء وجوده تحت غطاء كثيف ، بينما يتم استخدام استدعاء الشريحة أثناء تعرضه على المجاثم لجذب الانتباه أو أثناء المواجهات العدائية. يتم استخدام كلا النداءين في الدفاع عن العش. لديهم أيضًا تسلسل نداء zrrr-zrrr-zrrr مميز ، أجش ، صاخب يستخدم للتزاوج ، أثناء النزاعات الإقليمية ، وعند حراسة الشريك

### النظام الغذائي
في فصل الشتاء، وغالبية نظامهم الغذائي يتكون من بذور صغيرة من الأعشاب والأعشاب، ولكن عندما تتوفر أنها سوف تأكل أيضا الفقاريات الأرضية. خلال موسم التكاثر ، تتغذى بشكل رئيسي على المفصليات بما في ذلك يرقات الحشرات والنمل والعناكب والخنافس والذباب والعث واليرقات واليرقات واليرقات وغيرها. عادة ما يأكل البالغون فريسة من مستويات تغلافية أعلى مثل العناكب ، في حين أنهم يطعمون فراخهم كميات أكبر من المواد النباتية وفرائس المستوى الغذائي الأدنى مثل الجنادب. وهي في الغالب علف على الأرض في الغطاء النباتي الكثيف، وفي فصل الشتاء، قد تستخدم أحيانا مغذيات الطيور. أنها قبض فريسة مع فاترهم أثناء القفز على الأرض وعادة ما ابتلاع فريستهم كله

### التكاثر
الذكور يصلون إلى أرض التكاثر في منتصف إلى أواخر مايو ويبدأون في الغنم من أجل جذب رفيقة. في أوائل يونيو، الإناث بناء أعشاشها على الأرض تحت العشب الكثيف أو غطاء شجيرة، وعادة داخل شجيرة الصفصاف منخفضة، البتولا الجبلية، أو الغارقة في الاكتئاب من الطحالب sphagnum. عشهم هو كوب مفتوح ضحل مغطى بشكل جيد من الأعشاب أو الأعشاب. حجم مخلب عادة 3-5 البيض التي هي بيض بيضاوية الشكل وملونة خضراء خضراء بيضاء والبني المحمر رصدت. يتم وضع بيضة واحدة في اليوم ، وتبدأ الإناث في احتضان البيض قبل اكتمال القابض ، في حين أن الذكور لا يحتضنون. حضانة تستمر لمدة 12-14 يوما. يولد الشباب altricial وترك العش حوالي 9-12 يوما بعد الفقس، على الرغم من أنها قد تكون رعايتها من قبل والديهم لمدة 2-3 أسابيع أخرى. الوليدون معظمهم من دون طيران في يومهم الأول ، ولكن قدراتهم على الطيران تتحسن بسرعة ، وبحلول اليوم السادس يمكنهم الطيران أكثر من 10 مترًا في كل مرة
في عصفور لينكولن ، ويرتبط شكل مشروع قانون الذكور مع نوعية أغانيهم ، مع انخفاض الجودة مع انخفاض نسبة ارتفاع الفاتورة إلى عرض الفاتورة. وهذا يؤثر على النجاح الإنجابي لأن جودة الأغنية تؤثر على تفضيلات التزاوج الأنثوية. الذكور التي يفقس في وقت لاحق في موسم التكاثر تميل إلى أن يكون مشروع قانون الأشكال التي هي أقل ملاءمة لإنتاج الأغاني التي تجذب الإناث، وبالتالي، لديها انخفاض النجاح الإنجابية

## وصلات خارجية
- Lincoln's sparrow species account - Cornell Lab of Ornithology
- Lincoln's sparrow - Melospiza lincolnii نسخة محفوظة 5 مارس 2021 على موقع واي باك مشين. - USGS Patuxent Bird Identification InfoCenter
- Stamps (for Canada) - with range map
- Lincoln's sparrow videos نسخة محفوظة 16 أكتوبر 2007 على موقع واي باك مشين. on the Internet Bird Collection
- Lincoln's sparrow photo gallery نسخة محفوظة 10 يونيو 2020 على موقع واي باك مشين. - VIREO–(includes egg clutch)